# Fräulein Pfiffikus
Fräulein Pfiffikus ist ein mittellanges, deutsches Stummfilmlustspiel aus dem Jahre 1917 von Franz Hofer mit Lina Salten in der Titelrolle.

## Handlung
Bei der adeligen Hedda stehen die heiratswilligen Männer Schlange. Da das kesse Fräulein von Hagen sehr begehrt ist, empfängt sie nicht einmal die Herren, die nach ihr lechzen. Als sich auch der schmucke Graf Bodo von Hassenstein angesagt hat, wird sie hellhörig, denn er ist jemand von Stande und sieht auch noch schnieke aus. Und so schickt sie ihren Vater vor, um den jungen Mann einmal in Augenschein zu nehmen. Eigentlich will die pfiffige junge Frau überhaupt nicht heiraten, und wie dieser Bodo schon auftritt! Zigarre rauchend und Schnaps trinkend – das kann kein Mann fürs Leben sein, denkt sie. Aber Bodo lässt sich von Heddas mal spröder und abweisender, mal aber auch lausbübischer Art weder abschrecken noch einschüchtern und entfernt sich nach einer Weile in ebenso nonchalanter Art wie er gekommen ist.
Da Graf Bodo nun nichts mehr von sich hören und sie auf kleiner Flamme braten lässt, beginnt Hedda ihren Auftritt bald zu bedauern. Es wurmt sie, dass dieser Typ nicht wie alle anderen Männer an ihren Lippen hängt und ihr jeden Wunsch von den Augen abzulesen bereit ist. Ihr anstehender 19. Geburtstag ist daher eine gute Gelegenheit, Versäumtes nachzuholen. Auch Graf Bodo ist dazu eingeladen, doch erst einmal angekommen, kümmert er sich überhaupt nicht um das Geburtstagskind und lässt es links liegen. Neckische Gesellschaftsspiele wie Sackhüpfen werden abgehalten und der größte der Männer, Bodo von Hassenstein, gewinnt als Preis einen Tanz mit Hedda. Dann endlich kommen sich die beiden näher, und der erste Verlobungskuss wird ausgetauscht.

## Produktionsnotizen
Fräulein Pfiffikus passierte im Oktober 1917 die Filmzensur und wurde vermutlich noch im selben Jahr uraufgeführt. Der Dreiakter besaß eine Länge von 932 Metern.

## Kritik
„Ein lustiger Einfall folgt dem anderen in der spassigen Handlung, die an komischen Situationen überreich ist. Lina Salten ist der süßeste Übermut, der sich denken läßt. Mit vollendeter Kunst gibt sie zuerst das spröde und dann das doch hingebungsvolle Fräulein von Hagen. Carl Auen als Graf Bodo ist ein würdiger Partner, der, den Schalk im Auge, die fatalsten Momente mit ernster Ruhe beherrscht. Die Ausstattung des Films ist sehr gelungen.“